# Хетська держава
40°01′11″ пн. ш. 34°36′55″ сх. д. / 40.019722222222° пн. ш. 34.615277777778° сх. д.
Хатті або ж Хеттська держава — могутня стародавня держава в Малій Азії (бл. 1800-1180 до н. е.), утворена хеттами.

## Рання історія
До хеттів на території, де вони поселились, раніше мешкали хатти.
На межі III—II тисячоліть до н. е. у хеттів почався розпад родоплемінного ладу. Прискоренню цього процесу сприяло проникнення в XX—XVIII ст. до н. е. семітських торгових колоністів (ассирійських, і частково, аморейських). На територіях східної і центральної частин Малої Азії було, можливо, ще в III тис. до н. е. створено кілька політичних утворень типу міст-держав (Пурусханда, Амкува, Куссара, Хатті, Каніш, Вахшушана, Ма'ма, Самуха тощо), на чолі яких стояли правителі (рубаум) або правительки (рабатум).
Міста-держави Малої Азії користувались писемністю і письмовою мовою, запозиченими у ашшурських купців. Серед міст-держав відбувалася боротьба за політичну гегемонію. На перших порах гору взяла Пурусханда, правитель якої вважався «великим правителем» серед інших правителів міст-держав Малої Азії. Пізніше ж ситуація змінилася на користь міста-держави Куссара. У першій половині XVIII ст. до н. е. правитель Куссара Анніта заснував величезну державу, названу пізніше Хеттською державою.

## Давньохетська держава (бл. 1680—1500дон.е.)
Хеттська історична традиція пов'язувала найдавнішу добу історії хеттів з Куссарою, що була столицею на початку існування Хеттської держави. Проте по Анітті відбулися значні зміни у політичних обставинах цього краю. Багато осередків зазнають руйнації. Тяжко повісти, чи брали в цьому участь безпосередні предки тих, в руках кого опиниться незабаром влада в Центральній Анатолії (цісарі династії Лапарнаса). Але прихід до влади цієї династії, очевидно, все ж значною мірою був підготовлений цією подією. Представники цієї династії своїм родоначальником вважали Лапарнаса, який правив по Анітті і нічим не показують свій зв'язок з династією Аніттаса. Династія Лапарнаса була носієм інших звичаїв і, можливо, походила з іншої злуки, ніж та, до якої належали Пітхана та Анітта. Показником культурних та суспільних змін стало й те, що хетти змінили офіційний давньоассирійський аккадський діалект і писемність на рідну мову та інший варіант клинопису, запозичений з Північної Сирії за посередництва племен хурритів, які там мешкали.

## Середньохетська держава (бл. 1500—1410 до н.е.)

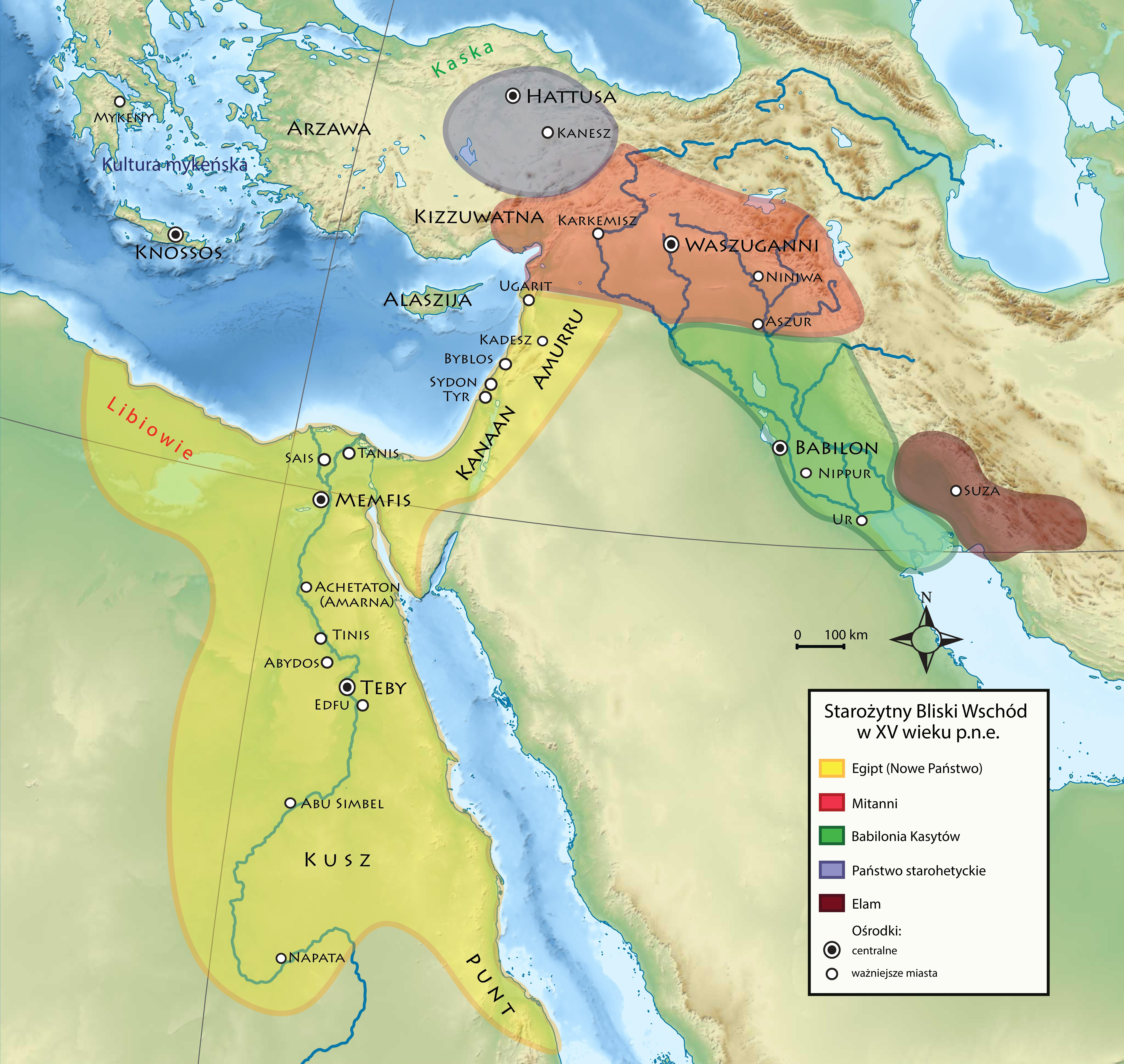
Середньохетська держава у 1450 році до н.е. (позначено бузковим кольором)

Хетологи розходяться у думках щодо хронології хетів. Правління Телепіну ознаменувало кінець Давньохетського царства» та початок тривалої слабкої фази, відомої як «Середнє царство».
У той час як одні бачать у Хантілі II, Ціданти II, Хуццію II царів Середньохетського царства, інші заперечують саме існування Середньохетського царства і припускають помилку укладачів поминальних списків. Втім заперечення існування Середньохетської держави створює додаткові труднощі в хронології. Так, відомо, що Пілія, цар Кіззуватни, уклав договір з хетським царем Цідантою. Період XV ст. до н. е. значною мірою невідомий, збереглося мало записів. 
Період Середньохетського царства відносно мало вивчений через недостатність джерел. Частково причиною як слабкості, так і невідомості є те, що хетти зазнавали постійних нападів, головним чином з боку касків. Цей період характеризується подальшим ослабленням Хетського царства в результаті війни із зовнішніми ворогами та внутрішніх негараздів. На схід від хетів ще XVI столітті до н.е. виникла сильна Мітанні, яка стала їх потужним суперником. Столиця переноситьсяу до Сапінуви, а потім до Самухи. У Сапінуві було знайдено архів, але він досі не був належним чином перекладений. Одним із нововведень, яке можна приписати цим раннім хеттським правителям, є практика укладання договорів та союзів із сусідніми державами.

## Новохетська держава (бл. 1410—1180 до н.е.)

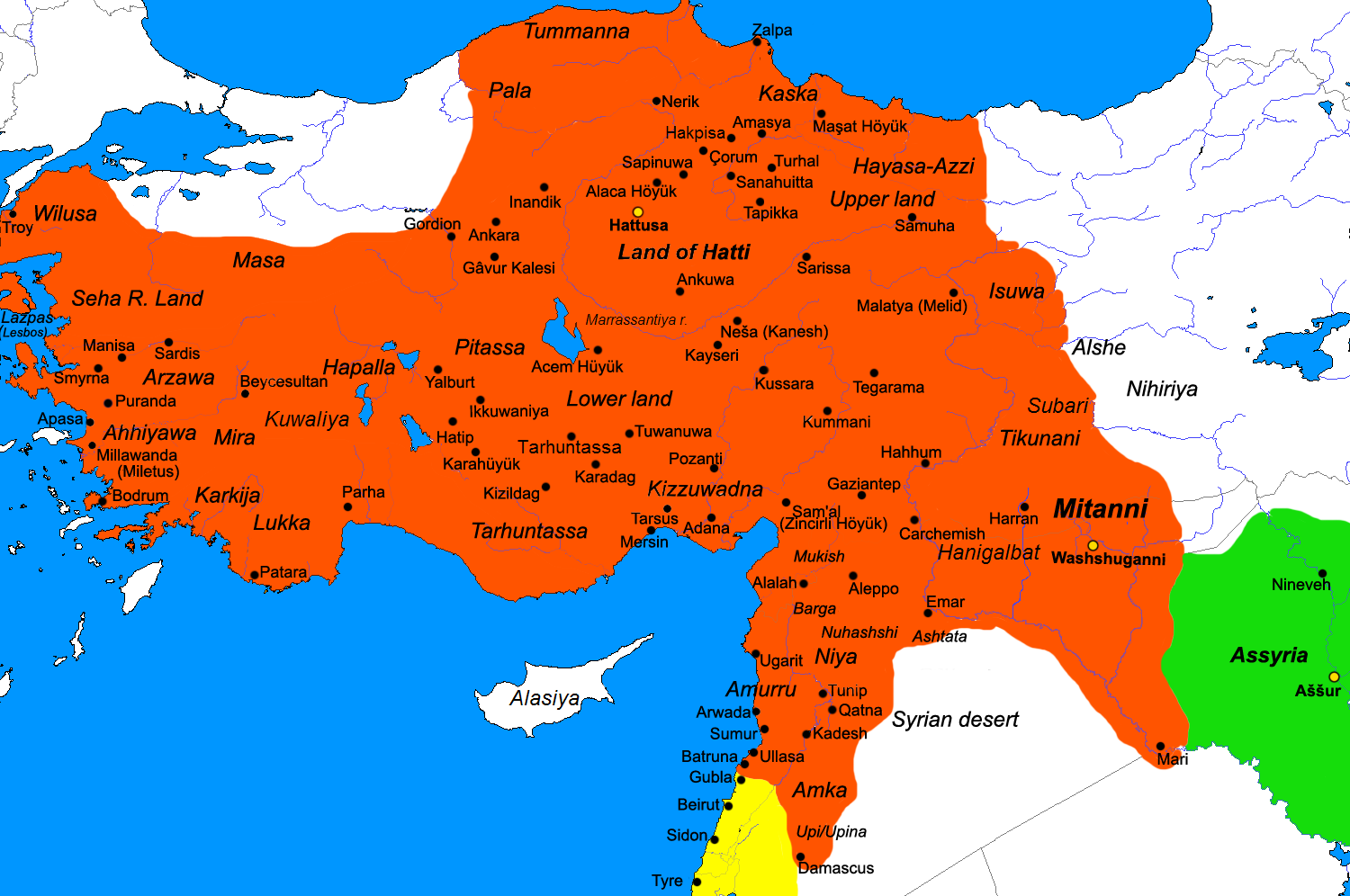
Новохетська держави за найбільшого піднесення

Близько 1410 до н. е. Тудхалією II було розпочато відновлення державної потуги. Відбувалося посилення царської влади. Відновилися походи на Сирію, які сильно поослабили країну, що втратила більшу частину своїх територій, внаслідок чого приєднав Кіззуватну, Лукку, Масу і Арцаву, перетворив Трою на свого союзника, домігся незалежності Ямхада і Мукіша від Єгипту. Після смерті Тудхалії II держава знову послабла, вороги хеттів з усіх боків змогли просунутися навіть до Хаттуси та зруйнувати її.
За царя Суппілуліума I вдалося перемогти Мітанні та Єгипет, завоювавши все Східне Середземномор'я до Палестини. На завойованих територіях на півночі Сирії та Месопотамії створено васальні князівства, правителями яких Суппілуліум I призначив своїх молодших синів. Було укладено союз з Вавилонією. Але до Мітанні вдерлися ассирійські війська, що почали розширбвати володіння. Суттєво удару державі було завдано моровицею. Мурсілі II уклав мир із фараоном Хоремхебом, привівши Хетське царство до вершини своєї могутності, втснаовивши зверхність над Арцавою, а також перемігши Аххіяву.

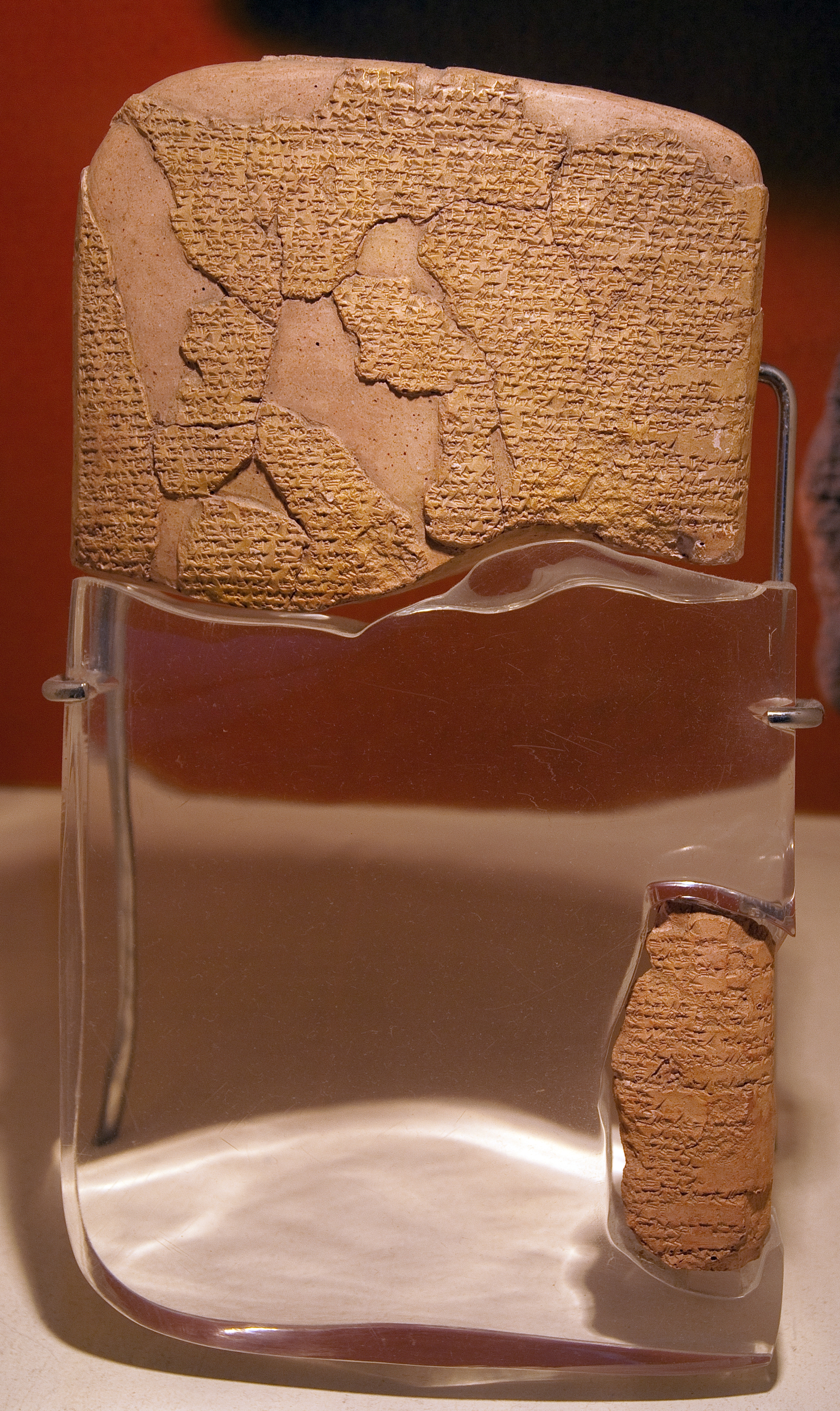
Мирний договір, укладений Рамзесом II і Хаттусілісом III після битви при Кадеші. Археологічний музей, Стамбул

У наступному столітті відновилася боротьба за Сирію та Палестину між хетським військом царя Муваталлі II та фараоном Рамсеса II. Протистояння завершилося битвою при Кадеші. Більшість Сирії та Фінікії перейшли під повний контроль єгиптян. Водночас намагання хетського царя запобігти поглинанню Ассирією царства Мітанні виявилися невдалими. 
У 1280 (за іншими даними, 1270, 1260 чи 1259) року до н.е. з ними було укладено Вічний мирний договір, а дочка Хаттусілі III — Маатхорнефрура — стала дружиною фараона. Також було укладено перемир'я з Аххіявою, а войовнича Ассирія залишила підконтрольною відвойовану Верхню Месопотамію. 
Тудхалія IV був останнім сильним хеттським царем, здатним стримати ассирійців, але зрештою у вирішальній битві при Нігрії зазнав поразки від царя Тукульті-Нінурти I. Ассирійська перемога сколихнула Хеттську державу до основи, оскільки її цар Тудхалія IV зіткнувся з кількома внутрішніми повстаннями проти свого правління. Тудгалія IV зрештою подолає всі ці виклики своїй владі та збереже царство Хатті. Військові дії між Ассирією та Хатті тривали приблизно п'ять років, перш ніж було укладено та збережено мир. 
Суппілуліумі II вдалося здобути кілька перемог, включаючи морську битву проти Алашії біля узбережжя відповідного острова. Втім ассирійці під проводом Ашшур-реш-іші I на той час анексували значну частину хетських володінь в Малій Азії та Сирії.
Наступний занепад царства у XII столітті до зв. е. збігся у часі із загальноблизькосхідною кризою, відомою як катастрофа бронзового віку. На період із 1198 по 1196 роки до н.е. припадає пік посухи у Центральній Анатолії. Народи моря все більше вдиралися до Новохетської держави, заїхопивши землі на півдні, де заснували державу Філістія. В Кілікії утворилося низка незалежних держав (Хілакку, Табал, Ку'е), чим було відрізано хетів від Середземноморського узбережжя. Внаслідок внутрішніх чвар і зовнішніх невдач, можливо, в країні вибухнув голод. У 1180 році до н.е. після спільного натиску нових хвиль загарбників: каскіів, фрігійців та мушків.

## Столиці
На початковому етапі столицею був Куссар. З часів давньохетської держави столицю переносять до Хаттуси. У часи Середньохетської держави столицею спочатку була Сапінува, а потім Самуха. На початку Новохетської держави столиця повертається до Хаттуси. Близько 1360 року Муваталлі II переніс столицю до Тархунтасси.

## Населення
Загальне населення за різними оцінкали могло дорівнюватися від 140–150 тис. до понад 200 тис. Столиця Хаттуса коливалося від 2300—4600 до 9—15 тис. (в часи найбільшого піднесення). Середня чисельність ймовірно була близько 5 тис. мешканців. 

## Устрій
На чолі стояв великий цар (лабарна, пізніше — табарна), що мав вищу політичну, військову, судову та жрецьку владу.  У період Новохетської держави царська влада стала спадковою, а цар набув «надлюдської аури» і хетські громадяни почали називати його «Моє Сонце» (DUTU-ŠI). Царі цього періоду почали діяти як верховні жерці для всього царства – щорічно здійснюючи тур по священних містах хеттів, проводячи фестивалі та наглядаючи за утриманням святилищ. Печатки та барельєфи часто містять символ крилатого сонячного диска, що супроводжує його ім'я та титул ієрогліфами. Фігуративні зображення царя, що з'явилися пізніше (за Муваталлі II), підкреслюють цей сонячний аспект, оскільки деякі з них показують його в тому ж церемоніальному костюмі, що й Бог Сонця (довгий халат, круглий ковпак), одяг, який також іноді інтерпретується як символ його ролі верховного жерця. Після смерті цар «ставав богом», що способом підкреслити той факт, що він мав значну владу в потойбічному житті, і що його потрібно було задовольнити, щоб запобігти шкоді країни. Смерть великого царя породжувалася =поховальним ритуалом, що тривав 14 діб, протягом якого його тіло кремували. Після цього він приєднувався до групи предків династії (також включаючи цариць і принців), які регулярно отримували пожертви. 
Наступним за значенням був спадкоємець трону (тухканті), його статус було закріплено наказом царя Телепіну. 

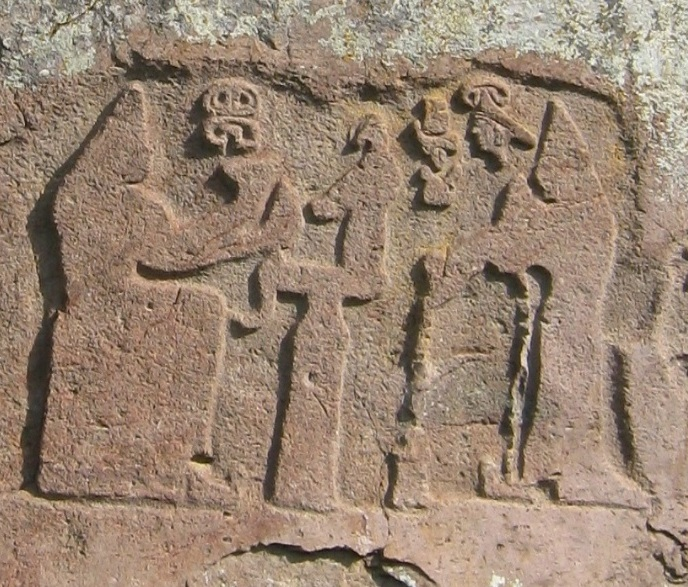
Цариця Пудухепа віддає шану богині Гебат на своєму троні, деталь барельєфа Фірактіна

Дружина великого царя — таванана (велица цариця) була дуже незалежною і могла укладати державні договори від свого імені. Вона була верховною жрицею і не втрачала цієї посади навіть після смерті чоловіка. Найвідомішою була Пудухепа, дружина Хаттусілі III і цариця-мати при його синові Тудхалії IV, що листувалася як рівна з фараноном Рамсесом II.. Окрім того, великий цар мав декілька дружин і наложниць. Доньок могли бути видані заміж з політичних причин за іноземних монархів, яких вважали рівними або васалами свого батька. Сини обіймали важливі адміністративні, військові або релігійні посади, іноді ставали на чолі «віцецарств» чи васальних держав. 
Царю допомагав дорадчий орган — панку (збори знаті та жерців), що брав участь у законах та договорах. Згідно з законом 1460 року до н.е панку отримав право судити царя. У новохетський період панку стає найвищим органом влади щодо законності. 
Царю допомагали чиновники та особистий секретар (лугаль дубсар). Однією з найважливіших посад  був гал меседі (начальник царської охорони, що була аналогом гвардії). За ним за значенням йшов гал гестіна (начальника виноробів, великий чашник), який також обіймав важливі військові функції. Зазвичай їх призначали з членів царської родини. Канцелярію очолював гал дубсар (начальник писарів), що очолював чималий штат писарів, але його влада не поширювалася на лугаль дубсара. Серед найважливіших фігур  були також начальник палацових слуг, начальник управителів, герольди, зброєносці, писарі тощо. Вони отримували військове, цивільне та релігійне командування, значну частину здобичі, данини та земель у дарунок від великого царя. 
Аристократів новохетського періоду часто називали «синами короля» (думу лугаль), і вони відігравали важливу цивільну та військову роль, особливо серед васалів

### Адміністративний поділ

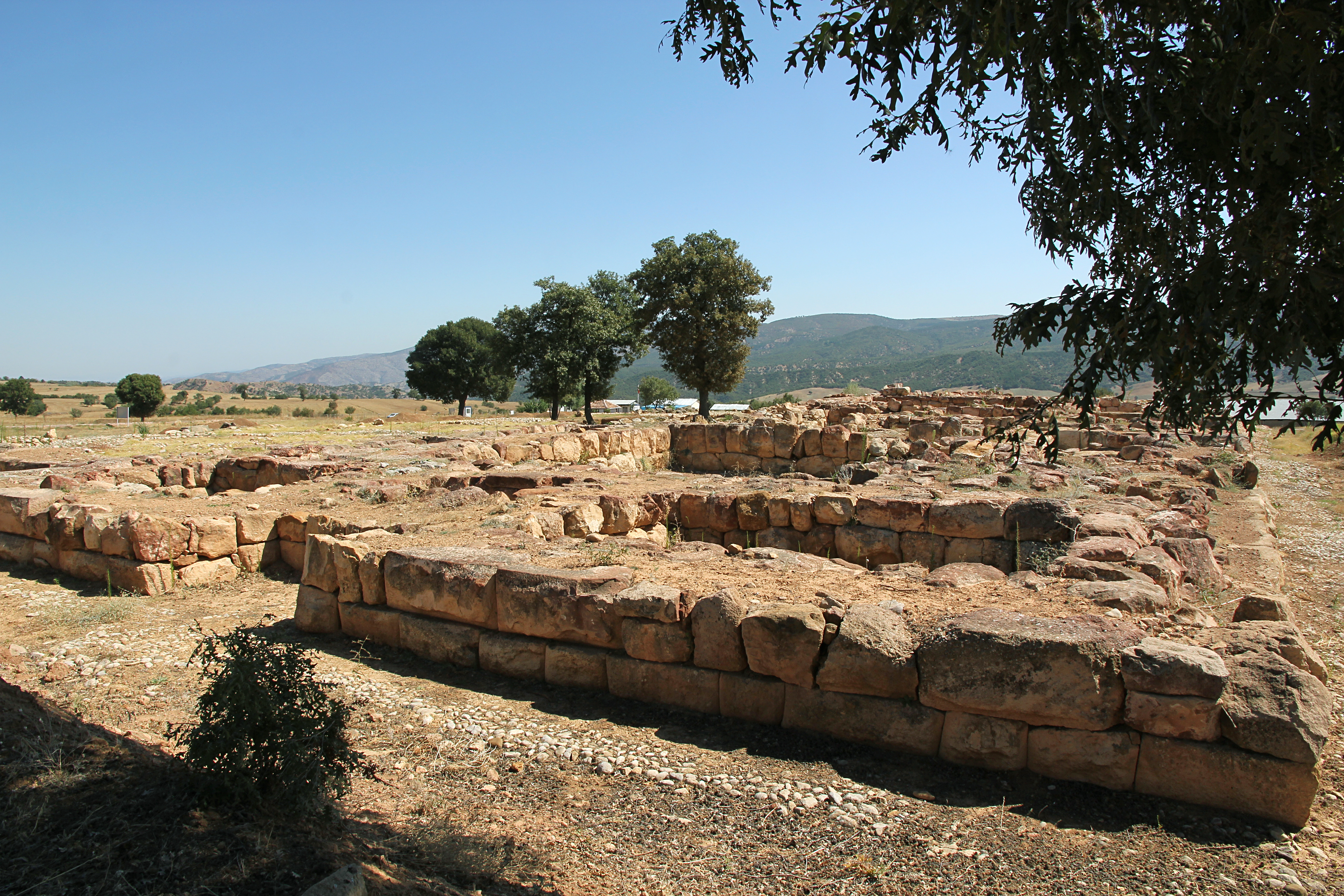
Руїни палацу намісника у Сапінуві

Управління поділялося на власні володіння, де призначадися намісники («Володарі сторожової вежі» — ауріяс іша) та васальні держави (у Малій Азі: Міра, Кувалія, Хапалла, Країна річки Сеха, Вілуса та Лукка на заході, Кіззуватна та Тархунтасса на півдні, Хаяса та Ішува на сході, а в певні періоди - каски на півночі; у Сирії: Хальпа, Каркеміш, Угарит, Алалах, Емар, Нухассе, Кадеш, Амурру, на нетривалий час — Міттані).
Провінції охоплювали центр держави — Марасантії. Пряме управління також поширювалося на захід до Нижньої країни, навколо озера Татта, на північ навколо міст Таппіка, Хакпіс або Нерік, і на південний схід до Кіззуватни. Намісники повинні були забезпечувати безпеку міст на своїй території, включаючи забезпечення того, щоб їхні ворота були зачинені щоночі; вони повинні були наглядати за утриманням укріплених споруд, доріг, каналів і храмів; вони мали збирати податки; вони мали забезпечувати постачання державних сховищ різними стратегічними товарами, такими як деревина; вони мали стежити за потенційними ворогами, особливо в прикордонних провінціях; а також вони мали здійснювати правосуддя.
Сільські громади очолювали старійшини (шугі), що мали також судові функції. На чолі міст стояв хазанну, що виконував поліцейські та судові функції, забезпечував безпеку міста, вживав заходів проти ризику пожежі. «Управителі» (агріг) відповідали за царські комори, розкидані по провінціях. Вони зберігали доходи від податків, частина яких мала бути спрямована до столиці. Вони також служили центрами перерозподілу продуктів у масштабі провінції.  
Васальні царі повинні були скласти особисту присягу у формі міжнародної угоди (лінгай та ішиуль) кожному новому великому царю. Ці письмові угоди складалися на металевих табличках (срібних, бронзових) та зберігалися у палацах та храмах. Хетські правителі не вимагали з підкорених земель непомірної данини і найчастіше не робили спроб втручатися у внутрішні справи. Головне, щоби монарх визнавав зверхність Хетської держави. При цьому втрачали право на проведення незалежної зовнішньої політики. Для контролю над васалами існували посади «віцецарів» з резиденціями в Каркемиши та Хальпі (для нагляду за Сирією) та в Мірі (за нагляду за Малою Азією). Ці посадовці мали значну самостійність й призначалися з членів правлячої династії або були  пов'язані родинними зв'язками.

## Суспільство
Вершину хетського суспільства складала царська родина, аристократи та високопосадовці королівства, чиє багатство базувалося на найбільших земельних маєтках та стадах, отриманих у зв'язку з виконанням своїх функцій.
Наступні групи складалися з вільних та невільних осіб й рабів. Вільні люди (арава). Потім йшли люди, які мали більш-менш сильний ступінь залежності, схожого з кріпацтвом. Це було незалежно від того, чи це було за народженням, після полону під час війни, після несплаченого боргу чи навіть через шлюб чи усиновлення. 
Інші невільні або напіввільні статуси, природа яких не до кінця зрозуміла, засвідчені в законах, такі як «пастухи» (LÚSIPA.UDU), «люди інструментів/зброї» (LÚ GIŠTUKUL), які були зобов'язані працювати та сплачувати панщину та податки в царську скарбницю й передавали свій статус дружині протягом 3 років (або після 3 років за іншим тлумаченням), якщо вона була вільною.
Раби (ÌR/ARAD) мали найнижчий соціальний статус у суспільстві, піддаючись законам найсуворішим покаранням. Проте вони мали досить широкі права для рабів у стародавньому суспільстві: могли стати власниками грошей та певних видів маєтків, або навіть одружитися з вільною жінкою, не втрачаючи при цьому свого статусу. Депортовані (NAM.RA) були військовополоненими, які повинні були працювати на високопосадовців або храми, яким вони були надані, і іноді виконували найневдячніші завдання, навіть якщо їхній статус здавався вищим, ніж статус рабів.
Основу становила патріархальна родина, яка займалася змішаним землеробством та скотарством. Вона складалася з подружжя, їхніх дітей та, можливо, слуг, мала зернові угіддя, кілька акрів садів, фруктових садів та виноградників, а також кілька дрібних або навіть великих худоби та пасовищ.

### Шлюб
Батьки (attas annas, «батько та мати») домовлялися про шлюб своїх дітей, а потім укладали союз хаменк-), який на цьому етапі більше нагадував би «заручини». Родина нареченої пропонувала родині нареченої подарунок (кусата). Обіцянку шлюбу можна було порушити за умови, що цей подарунок повертався в подвійній вартості. Дружина приносила свій посаг (івару), який мав залишатися її власністю, навіть якщо її чоловік розпоряджався ним. Після цього шлюб було укладено. 
Розлучення було можливим з ініціативи обох сторін, і якщо жінка залишала чоловіка, залишаючи йому дітей, вона мала право на фінансову компенсацію. У випадках перелюбу вина вважалася виключно жінці; її чоловік міг вирішити, чи стратити її, чи ні, причому така ж доля чекала на чоловіка, з яким вона йому зрадила, якщо тільки король не помилував їх. 
Турбота про продовження роду проявляється в кількох ритуалах родючості та боротьбі з статевою імпотенцією, а також в інших, що здійснювалися для захисту новонародженого та його матері. Добровільний аборт суворо карався.

## Право і судочинство

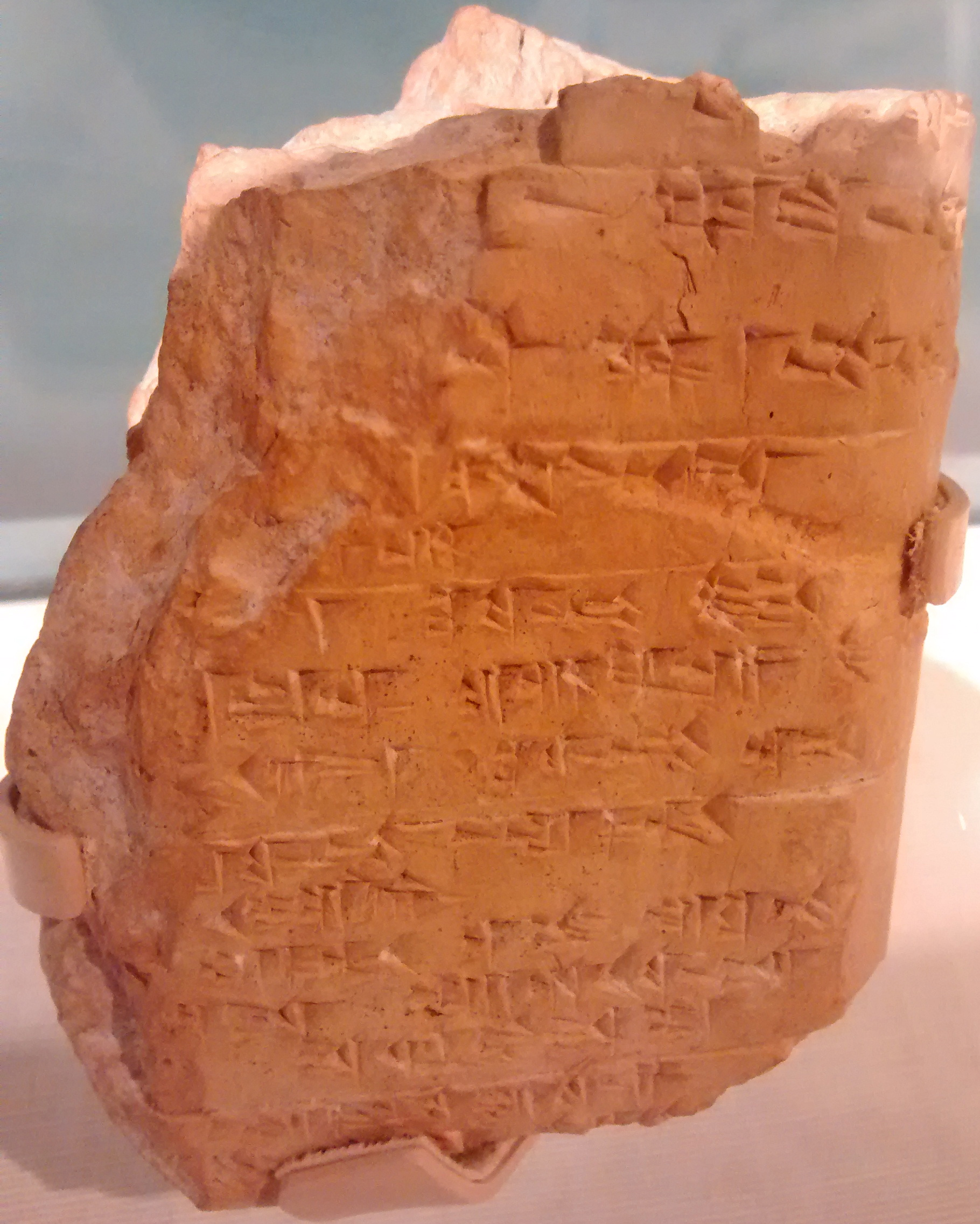
Табличка з хетським законом

Збірка законів царства складено у період з кінця XV по другу половину XIII ст. до н.е.: виявлено 3 окремих клинописних текстів хетською мовою, створених у різний час, при цьому більш ранні закони доповнювалися пізнішими. Глиняні таблички з хетськими законами були виявлені в Хаттуському архіві.
У законах основної збірки часто стверджується, що той чи інший злочин «раніше» карався інакше, але «тепер» цар змінив покарання, як правило, на м'якше, що, на думку британського хетолога О.Гарні свідчить про послідовне реформування хетського законодавства відповідно до мінливих обставин. На думку американського хетолога Г. Хоффнера, ці закони, мабуть, були сформульовані під час Давньохетського царства, а в Новохетський період лише відбулася їх редакцією.
Статті законів, якими користувалися хети, найчастіше окреслюють дуже конкретні злочини чи правопорушення, скоєні як проти держави, так і проти інших осіб, і передбачають покарання за ці правопорушення. Вони мають помітну відсутність рівності в покараннях, у багатьох випадках перераховані різні покарання чи компенсації для чоловіків і жінок. Вільні чоловіки найчастіше отримували більшу компенсацію за правопорушення проти них, ніж вільні жінки. Раби, чоловіки чи жінки, мали дуже мало прав і могли бути легко покарані або страчені своїми господарями за злочини.
Інші статті описують, як слід розглядати шлюб рабів і вільних осіб. У будь-якому випадку розлучення або відчуження вільна особа, чоловічої чи жіночої статі, залишала собі усіх дитей, крім однієї, яка народилася в результаті шлюбу.
Смертна кара чи тілесні покарання чи увіччя не було покаранням за злочин. Такі злочини, як убивство та крадіжка не вважалися злочинами, що каралися смертю. Більшість кримінальних покарань передбачали відшкодування збитків. Наприклад, у випадках крадіжки покаранням за цей злочин було відшкодування вкраденого в рівній вартості.
Від хетської правової системи не збереглося приватних документів, аналіз яких дозволив би скласти уявлення про практику застосування хетських законів. Проте, на думку О. Гарні, аналіз текстів законів дозволяє зробити висновок, що більша їх частина була сформульована на підставі реальних судових рішень. Норми хетських законів, здебільшого, мають вигляд гіпотетичних казусів і відповідних їм формулювань судових рішень (в одній із статей законів навіть міститься короткий виклад реального спору, що розбирався царським судом), що підтверджує висновок О. А. Гарні створення більшості хетських законів виходячи з реальних судових прецедентов.
З часів царя Телепіну панку стали також займатися кримінальними злочинами, злочинами проти царя та держави. Діяльність панкуса виявилася дуже успішними, він діяв до кінця Новохетського царства.

## Військо
Військове протистояння розглядалося як момент божественного суду (або випробування), коли переможець бачив доказ того, що на його боці божественні сили. 

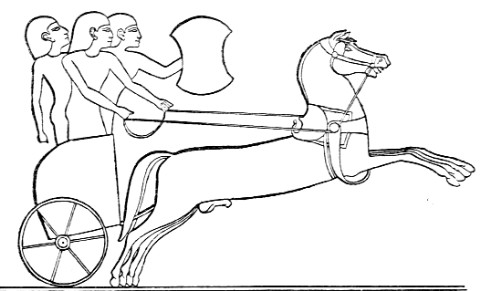
Хетські колісничі

Поділялося на піхоту, колісниці (по три воїни на кожній: візник, щитоносець і стрілець) та кіннота. Більшість хетської армії складали піхотинці, озброєні. Хетська колісниця суттєво відрізняалася від єгипетської: вісь коліс розташовувалася не ззаду, а посередині воза. Це давало можливість розмістити в ній не 2, як у єгиптян, а 3 людей. Зброя - невеликий трикутний лук, невеликий чотирикутний або овальний плетений щит. Кіннота була не дуже розвинена, ймовірно, слугуючи переважно для спостережних завдань та швидкої доставки вояків

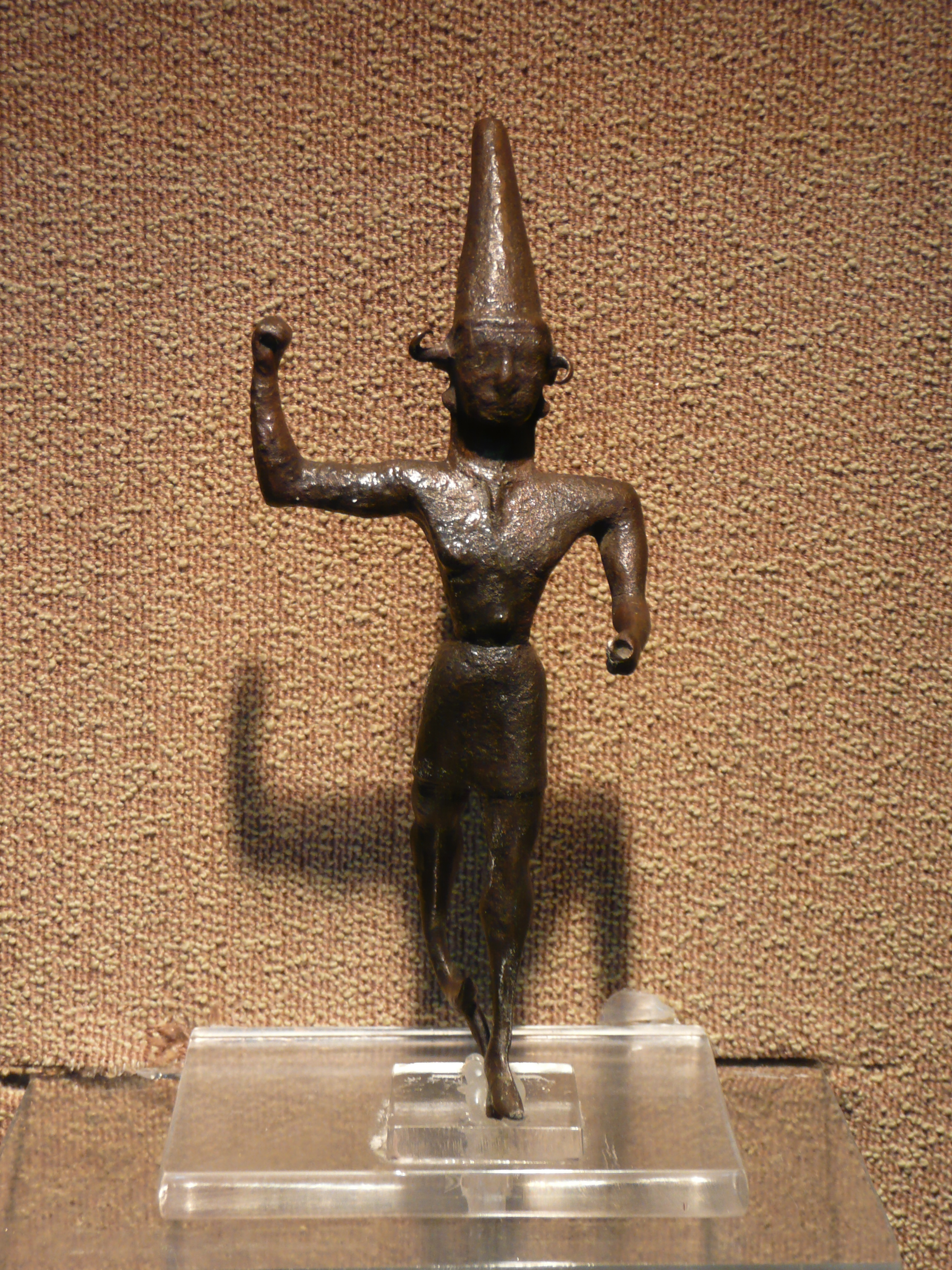
Статуетка божества у позі воїна

Піхота була озброєна короткими бронзовими мечами, кинджалами, списами, луками та щитами. Останні мали кілікійську форму. Крім того, були й довгі списи. Одягнені були вояки у фартухи єгипетського крою, командири — у довгу сукню. У новохетський період сформовано царську гвардію (меседі), на чолі якого стояв другий за значенням син великого царя (син другого рангу). Вона відповідала за охорону та супровід царя. Була озброєна залізною зброєю.. Іншою групою царських гвардійців були «Люди Золотого Списа» (лумеш гішшукур гушкін), яких очолював брав великого царя. За значенням у війську далі йшли гал гестіна (великий чашник) і віцецар Каркеміша. Нижчий ранг складався з керівників різних військових корпусів (колісниці, кіннота та піхота), обов'язки яких були розділені між начальником правого та начальником лівого флангів . Іншими важливими командирами були начальники сторожових веж та наглядачі військових герольдів, які доглядали за військовими залогами, особливо на кордонах, і могли командувати військовими загонами.
Основу армії складали постійні війська, розміщені в залогах і утримувані за рахунок пайків, взятих з державних сховищ, а можливо, також за рахунок надання земельних ділянок для служби. Решта армії формувалося за принципом загалом ополчення, коли значна частина населення озброювалася й виступала у похід. Хети змогли зібрати 47 500 військ підч ас битви при Кадеші (47 тис. піхоти і 7500 колісничих). Ймовірно хетська армія загалом могла сягати до 100 тис. вояків (разом з загонами васальних держав і племен). 
Перед битвою зазвичай радилися з оракулами щодо результату. Згідно з хетськими віруваннями, боги випереджали армію та безпосередньо втручалися в битву, наприклад, через бурі, блискавки або вражаючи царя суперника хворобою.
Хети також мали розвинену шпигунську службу, яка безпосередньо підпорядковувалася цареві.
Завдяки кораблям своїх прибережних васалів, таких як Угарит, хетські царі також могли мобілізувати значні військово-морські сили.

## Економіка
Основу становило землеробство і скотарство. Клімат дозволяв вести сухе землеробство, але в несприятливі роки ситуація може стати дуже критичною, і дефіцит та голод неодноразово вражали Хетське царство. Для обмеження ризиків нестачі води бути у новохетський період було побудовано греблі та канали. Вирощували переважно зернові, а також фрукти та овочі.
Царські комори з харчами («дім печатки» — É.NA4KIŠIB) зазвичай розміщувалися в адміністративних центрах, таких як Хаттуса. складовою цих комор були зерносховища місткістю близько 8 тис. т, чого достатньо було, щоби прогодувати близько 40 тис осіб. За законом земля належала богам, тоді як на практиці цар контролював найкращі землі, з різноманітними іншими формами власності після цього. Земля могла бути дарована за військову службу царем. Робоча сила, що працювала у виробництві продуктів харчування, була критично важливою для економіки, тому війни, що забирали людей звідти, могли вплинути на виробництво. Храми були важливою частиною економіки.  
Розводили велику та дрібну рогату худобу, вівців, свиней, що паслися на необроблюваних землях, особливо у високогір'ї, коли дозволяв клімат. Археологічні пам'ятки анатолійської бронзової доби містять переважно залишки овець та кіз (50-70%), а потім великої рогатої худоби та свиней (по 15-20% кожного), решту доповнює дичина (5% або менше), що свідчить про збереження практики полювання. У хетських законах також згадується практика бджільництва. 
Ремісництво носило мало практичне значення. «Ремісники» (LÚEN.ŠU, «майстер руки») працювали переважно в установах, попит на товари яких мотивував наявність високого рівня спеціалізації діяльності: переробка харчових продуктів (млинарство, броварство, виноробство, забій тварин, кулінарія тощо), металообробка, обробка каменю, гончарство, обробка шкіри та вовни тощо. Це була явно різноманітна категорія, в якій була помітна частка напіввільних або невільних людей та більша частка іноземців, ніж в інших видах діяльності. Військовополонених часто використовували для важких і принизливих завдань (млинарство).  
Палаци мали майстерні, де працювали залежні ремісники під орудою «бригадирів» (угула), і те саме стосувалося храмів. Протягом усього існування найпоширенішими були вироби з бронзи, також обробляли імпортовані олово та мідь. Виготовляли інструменти (леза сокир, тесла, свердла, серпи тощо), ритуальні предмети, зброю, статуетки тощо з золота та срібла — прикраси.
За Давньохетської держави застосовували м'яке залізо, можливо, із залізних метеоритів (відомо з напису бл. 1800 року до н.е.). . Через свою рідкість та складність виробництва, його спочатку використовували для культових церемоній у вигляді крихітних фігурок та сонячних дисків або для закладання фундаменту важливих будівель у вигляді цвяхів та кілків. Загартоване залізо символізувало неймовірне багатство, було вираженням влади (з заліза робили царські скіпетри) майже міфічного масштабу. Вважалося, що залізні трони мають лише боги. Хетські тексти вказують на те, що залізо в той час було в 40 разів ціннішим за срібло. Тому ковалі (лусімуг або лутібіра) мали доволі високий статус.
Новаторським винаходом новохетського періоду було виплавлення залізної руди в загартовувану сталь (хети називали її «добрим залізом» AN.BAR SIG5). Наприкінці XV ст. до н.е. хети досягли успіху в плавленні залізної руди в простих доменних печах (також відомої як губчасте залізо) з подальшим гартуванням та цементацією в ковальській кузні. За часів Новохетської держави залізо поступово втрачало свій статус божественного розкішного матеріалу, оскільки ножі, кинджали, сокири та мечі також згадуються в клинописних табличках. У цей період виплавка залізної руди залишалася значною мірою монополією Новохетського царства, що була фактором її піднесення. З 1200 року до н.е., із занепадом хетів та поширенням пов'язаних з ними знань на Близькому Сході, відбувся тривалий перехід від бронзового віку до залізного.
Повсякденні знаряддя праці продовжували виготовлятися з бронзи (бронза відливалася і відливається у формах і тому швидко виготовляється, тоді як у той час виробництво загартованого заліза вимагало складного процесу та, перш за все, великого досвіду). 

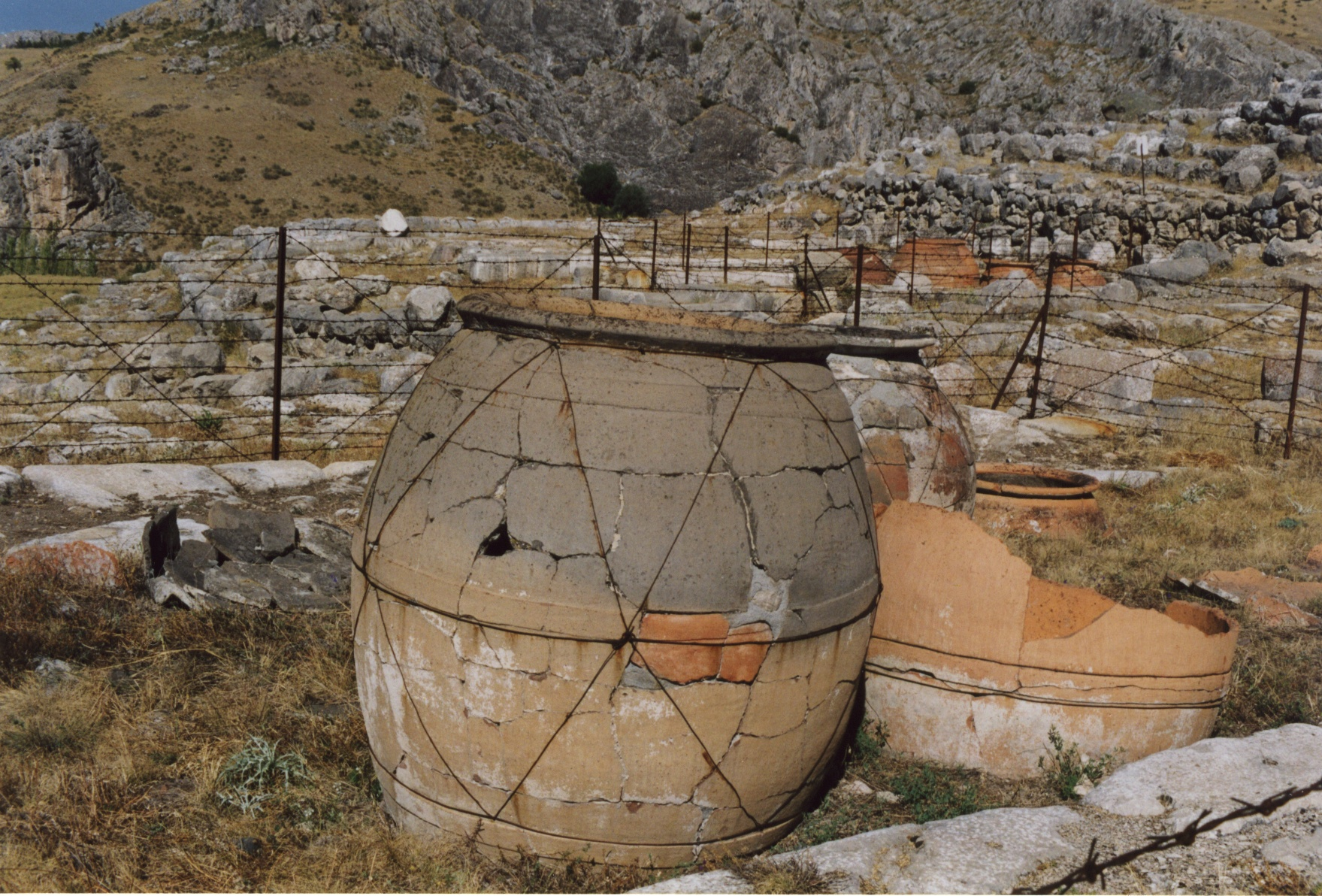
Глек для зберігання харчів, що збереглися в руїнах комор Великого храму Хаттуси

Від Давньохетської до Новохетської держави гончарство пройшла процес стандартизації та масового виробництва на шкоду якості. Керамічні вироби, виготовлені в цей час, за винятком рідкісних декоративних предметів, були переважно простими, з простими формами та акцентом на корисності та функціональності. Хети використовували гончарні круги, а також вільне ліплення більш тваринних форм. Розвиток кераміки в новохетський період, що характеризувався стандартизованим масовим виробництвом, ймовірно, був результатом посилення контролю царської адміністрації над виробництвом гончарів.
Землероби та ремісники були зобов'язані сплачувати податок (сахан), який забезпечував значну частину доходу корони та складався з частки врожаю, худоби та їхньої продукції (молоко, вовна). Вони також були зобов'язані сплачувати барщину (луцці). Великий цар міг надавати звільнення від цих податків та барщини, особливо під час здійснення царських пожертвувань.
Держава, ймовірно, стягувала інші податки на торгівлю та збагачувалася за рахунок здобичі, взятої під час військових кампаній, або за рахунок сплати данини своїми васалами.
Торговля була переважно внутрішня. Але також сировину (срібло, шкіри, ліс) та знаряддя з металу експортували до сусідніх країн, але свідчень про масштаби такої торгівлі обмаль. Закупляли насамперед зерно з Єгипту та Сирії, а також олово. Купці, відповідальні за міжнародну торгівлю, зазвичай мали статус агентів хетського царя, його васалів або союзників, і тому здійснювали операції від їхнього імені, навіть якщо вони також могли займатися приватною діяльністю на стороні.
Зовнішня торгівля часто здійнювалася через Угарит на півдні, та місто Ура в Малій Азії. 

### Способи розрахунку
Сікль, міна та талани були стандартною формою «валюти». Вони були гирями з міді, бронзи, срібла або золота. Один сікль дорівнював 8,3 г. Співвідношення 40 сіклів дорівнювало 1 міні. Срібний сікль коштував 150 л пшениці, тож можна було купити земельну ділянку площею 3600 м² за 2-3 сікля срібла, а виноградник аналогічного розміру коштував до 40 сіклів срібла. Чоловік-робітник міг заробляти 1 срібний сікль на місяць, а жінки — вдвічі менше. Також могли отримувати оплату натурою, забираючи частину врожаю, що могло бути більш прибутковим, ніж заробітна плата.

## Вірування
Хетська міфологія розвивалася під впиливом давніх міфологічних уявлень племені хатті (протохеттів), що поклонялися богині Ханніккун. Хетти змінили її ім'я на Каттаха. Хеттський пантеон богів був політеїстичним. Особливими почестями наділялися бог грози Тешуб і його дружина Хепа, від імені якої пішло ім'я першої біблійної жінки Єви.
З об'єднанням країни в середині XVII століття до н. е. культ бога Тешуба став загальнодержавним. Його символами була двосічна сокира і двоголовий орел. Існував у хетів і культ Великої матері — богині родючості Кібели (Ма, Рея) і культ молодого бога родючості Аттіса.
Хетти приділяли особливу увагу поховальному культу своїх царів, спеціально споруджували храми — «кам'яні будинки», які згодом ставали культовими центрами.

## Культура
Для Давньохетської держави характерен вплив культури Вавилонії, що відчувалося через використання хетами клинопису, і спадкоємність з культурою народу хаттів, підкореного хетами. У Новохетський період розвивається власний стиль із запозиченням з Ассирії та Єгипту.

### Мова
Була індоєвропейською мовою, якою розмовляли хети.  Була вперше представлена клинописом у записах, що датуються з XVII (текст Анітта) до XIII ст. до н.е., з окремими хетськими запозиченнями та численними особистими іменами. Хетська мова традиційно поділяється на старохетську, середньохетську і новохетську, що відповідає Старому, Середньому та Новому царствам історії Хетів (близько 1750—1500 рр. до н. е., 1500—1430 рр. до н. е. та 1430—1180 рр. до н. е. відповідно). Етапи диференціюються як за лінгвістичними, так і за палеографічними ознаками. Хетська мова використовувалася до близько 1100 року до н.е.

### Письмо

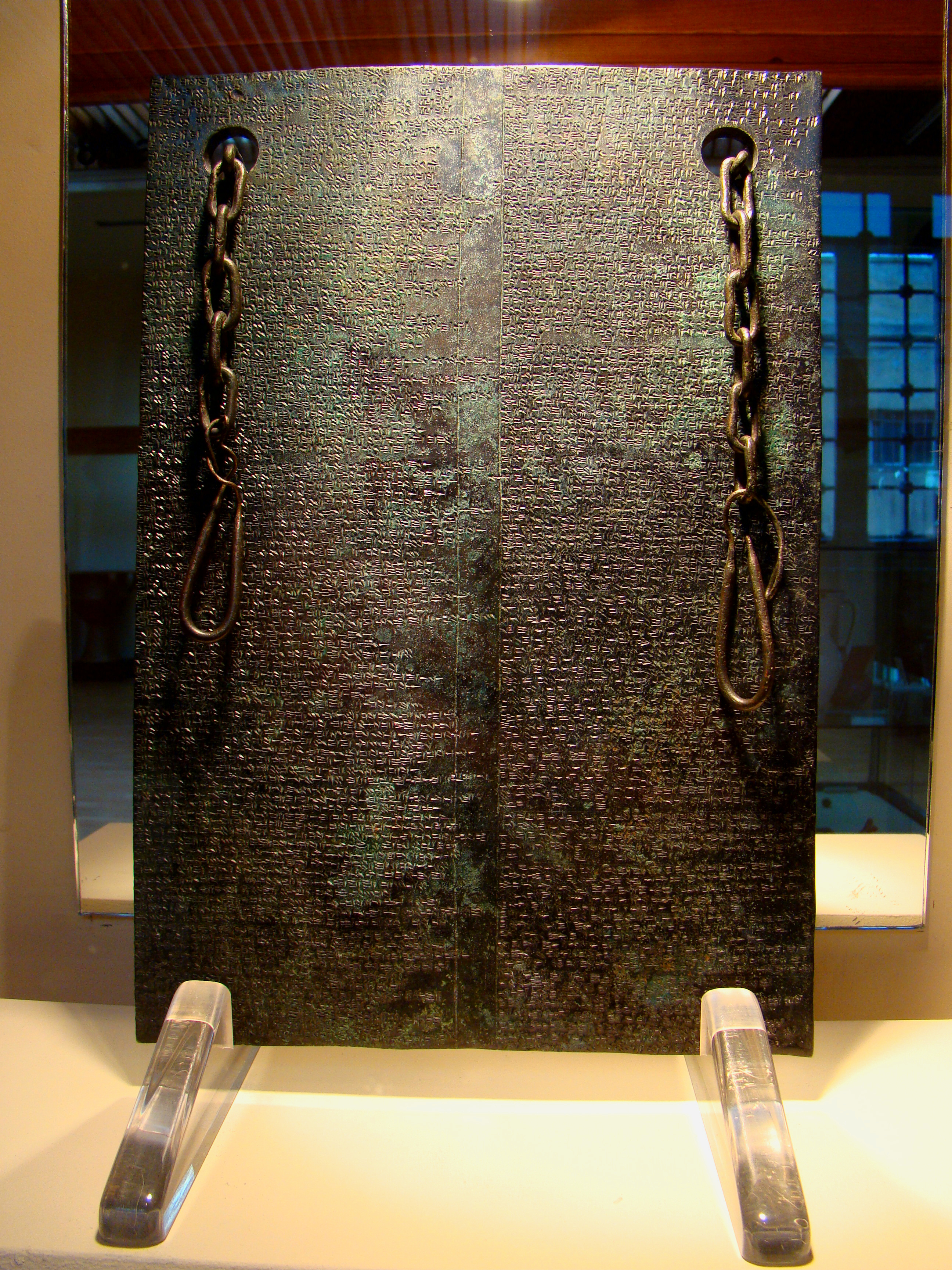
Бронзова табличка з хетським клинописом

Хетти використовували клинопис, який освоїли близько 1600 року до н.е. у північновавилонському варіанті. Дослідники вважають, що спочатку тексти записувалися аккадською мовою і що перехід до хетської стався в правління Телепіну. У розвитку хетського клинопису виділяють три стадії: давньохетське, середньохетське і новохетський письмо. 

### Освіта
Неможливо визначити, яка частина населення вміла читати та/або писати, але у дослідників є підстави припустити, що цей привілей обмежувався елітою суспільства. Підготовка вивчення письма складалася з: початкового рівня — вивченням знаків; вищого — протягом нього можна було спеціалізуватися на написанні складних текстів та різними мовами. Навчання базувалося також на використанні лексичних списків, що служили своєрідними словниками, які могли бути двомовними або тримовними для полегшення вивчення інших мов. 

### Одяг
царі носили (особливо пізніше) ассирійські шати. Характерні довгі костюми приватних осіб і головні убори - у чоловіків гострокінцеві, у жінок - циліндричні, могли бути з повсті або шкіри. Характерне й взуття — переважно черевики із загнутими догори шкарпетками.

### Мистецтво

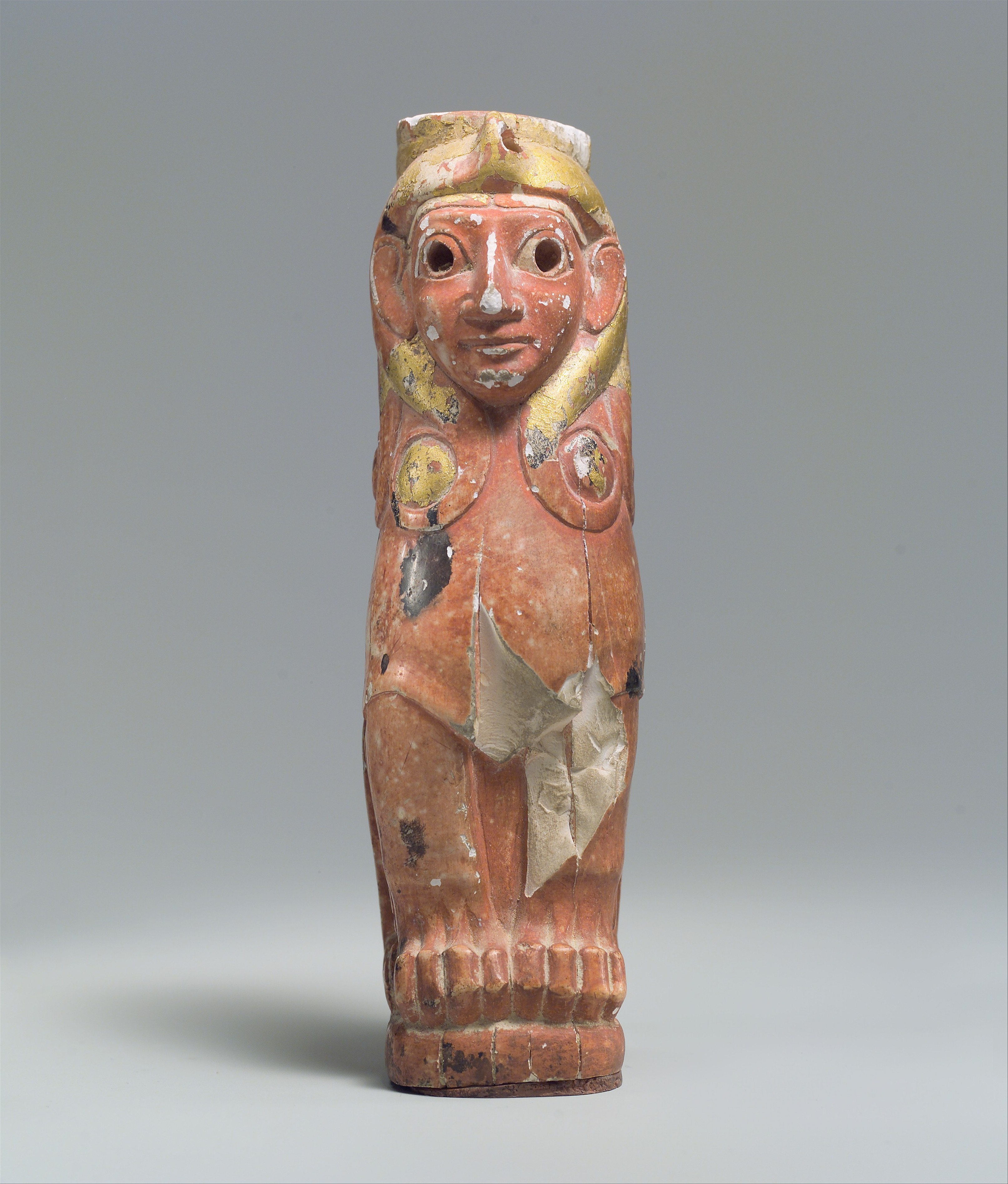
Фігура зі слонової кістки. XVIII ст. до н.е.

Поширеною темою мистецтва часів Давньохетської держави був конфлікт між божественними фігурами та боротьба за владу. Інші сцени, як-от один рельєф на шийці срібного ритона, що зберігається в Метрополітен-музеї, зображують богів під час полювання. У зображеннях цієї роботи відчувається часовий прогрес, оскільки спочатку зображено живого оленя, з яким борються, а потім, коли його перемагають, він лежить ниць вздовж краю. У цій роботі також присутній духовний підтекст щодо «Бога-захисника диких полів». У творах хетських скульпторів «мало фантазії, витонченості, натхненного таланту чи технічної досконалості, сама груба сила, яка відразу ж відчувається і в масивних настінних рельєфах, барельєфах і горельєфах й у виробах малих форм». 
Починаючи з XIV ст. до н.е. (початку Новохетської держави), цей період ознаменувався ще більшим створенням великомасштабної рельєфної скульптури, а зображені фігури, як правило, більш масивні, з товстішими пропорціями. Значна частина мистецтва походить з поселення Алака-Хююк. Фігури періоду були більш жилистими та зображувалися в більш насильницьких ситуаціях. 

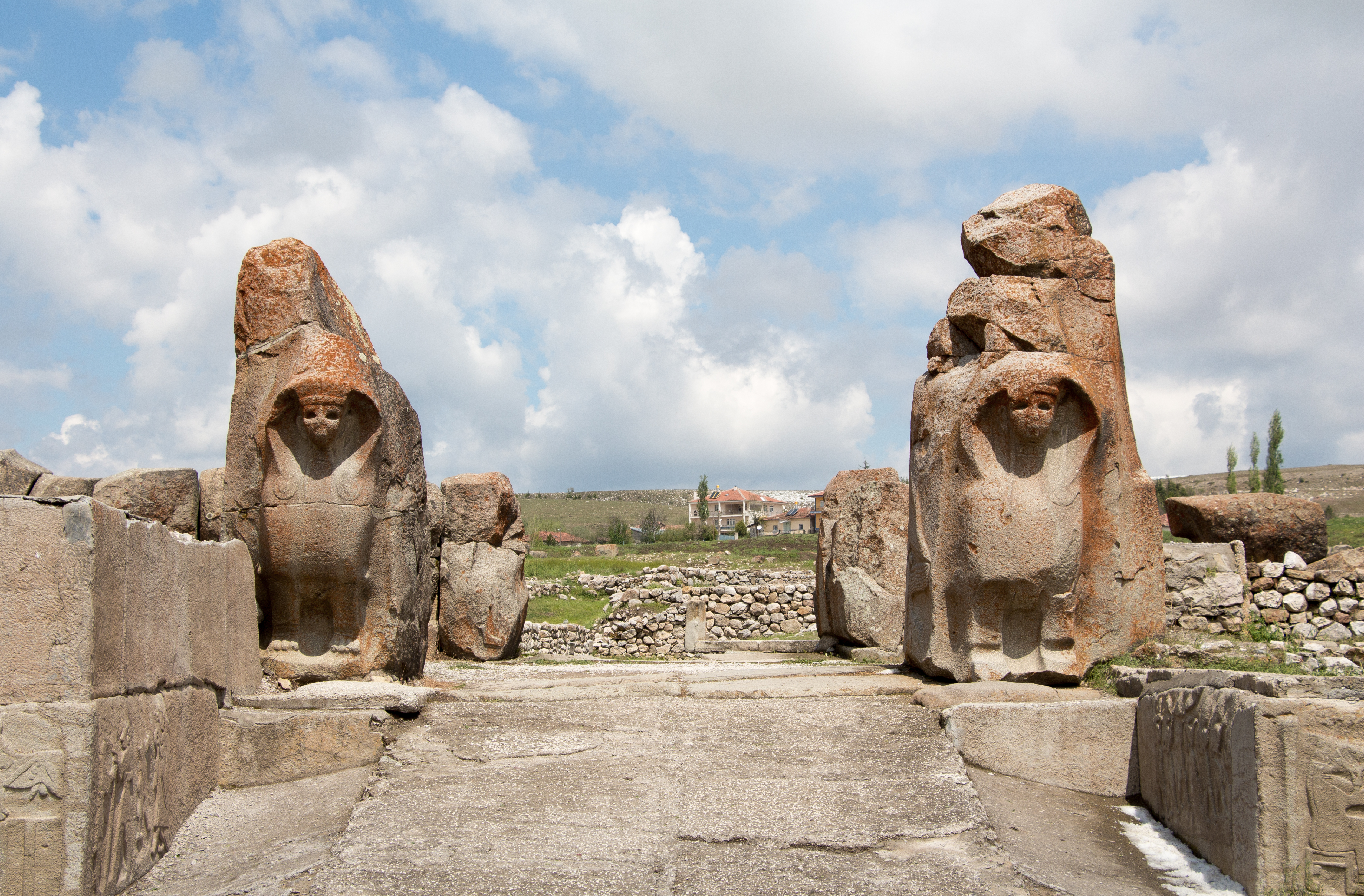
Брама Сфінкса в Аладжа-Хююку

Серед міських пам'яток Хаттуса та Аладжа-Хююк є найвизначнішими.У першій з них були вирізьблені три монументальні ворота із зображенням захисних фігур, які й дали їм назву: сфінкси (тут гібридні істоти з головою жінки, тілом лева та крилами хижого птаха), леви та чудово змодельована фігура в конічному шоломі з вилицями, озброєна сокирою та мечем, яку ідентифікують як царя, але вважають, що вона, скоріше, є божеством-воїном. Барельєфи були знайдені в Хаттусі, в кількох храмах та покоях Нішантепе, що датуються правлінням Суппілуліуми II.
Збережені монументальні ворота в Аладжа-Хююку також зображують на кшталт сфінкса, головний убір якого нагадує немесів єгипетських фараонів. Це широко вивчений пам'ятник у цій місцевості. Являють кам'яну браму, оточену двома різьбленими сфінксами та циклопічними блоками, покритими незавершеними рельєфами релігійної процесії та сцен полювання. Ця процесія зображує царську родину та 6 жерців, які наближаються до бога у вигляді бика, а також групу артистів, включаючи акробатів та блазнів на драбинах. Сцени полювання розташовані на блоках безпосередньо над цією процесією. Серед вчених існують розбіжності щодо точної дати будівництва цієї споруди. Одні відносять її до періоду між XIV і XV ст. до н.е., інші ж стверджують, що вона належить до другої половини XIII ст. до н.е.. Вартові носять довгі кучері Хатор, поширені серед хетських сфінксів щонайменше з XVIII ст. до н.е., і були вирізьблені з цілісних кам'яних блоків заввишки майже 4 м і завтовшки майже 2 м. Ще однією пам'яткою є Царські ворота, що ведуть до храмового району у верхньому місті Хаттуса. Тут височіє низький рельєф бога заввишки 2,1 м.

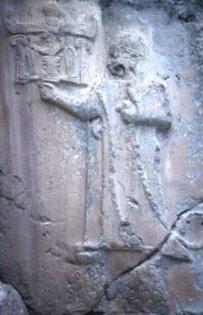
Тудхалія IV. Барельєф в Хаттусі

Хетські царі спонсорували мистецтво різьблення барельєфів на камені, що є формою мистецтва, яка найкраще збереглас. Хети уславилися виготовленням наскельних рельєфів, які складають відносно значну частину небагатьох художніх пам'яток, що залишилися від них. Більш з них знаходлиься біля дороги, але їх насправді його досить важко побачити з дороги. Існує понад десяток місць, більшість з яких знаходяться на висоті понад 1000 м, з видом на рівнини та зазвичай поблизу води. Можливо, вони були розміщені з урахуванням зв'язку хетів з ландшафтом
Хоча деякі хеттські наскельні рельєфи не мають написів, і тому їх важко датувати, інші можна віднести до правління конкретних царів, таких як Хаттусілі III або Муваталлі II. Рельєфні сцени з Самалу включають процесію богів на одній стіні та зображення царя Тудхалії II на стіні навпроти неї.
Інші барельєфи створюються на відкритих майданчиках релігійного характеру, наприклад, у Гавуркалесі, Ефлатун Пінар, Фірактин, Сіркелі та особливо в Язиликаї, які, безсумнівно, пов'язані з поховальним або хтонічним культом, або в місцях, де вони можуть прославляти королівську владу, зокрема стратегічні пункти перетину кордону, такі як перевал Карабель або Хатіп, створені для васалів хетських царів.

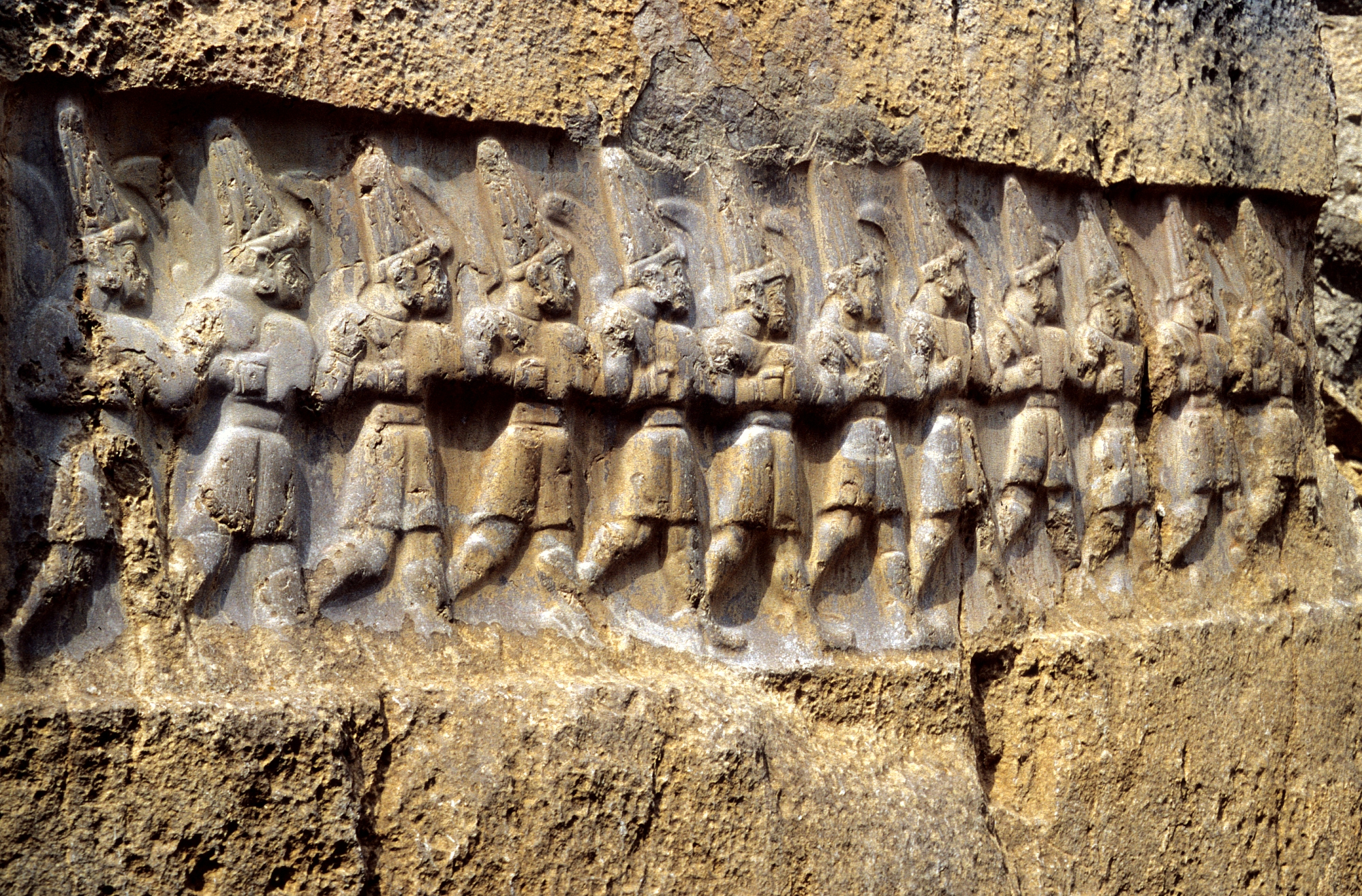
Хетські боги в процесії

Неподолік від Хаттуси є на рельєфі представлено хетських богів у процесії, що прикрашає «кімнати» просто неба. Це створено шляхом додавання бар'єрів серед природних скельних утворень. Це місце, очевидно, було святилищем, а можливо, й місцем поховання для вшанування пам'яті предків правлячої династії. Припусають, що це був приватний простір для династії та невеликої групи знаті, на відміну від більш публічних придорожніх рельєфів. Звичайна форма цих рельєфів — зображення царів зі зброєю, зазвичай зі списом, луком через плече та мечем за поясом. Вони мають атрибути, пов'язані з божественністю, тому зображені як «богові-воїни».
За часів Давньохетської держави в Хаттусі теракотове анімалістичне мистецтво продовжувалося в зооморфних посудинах та інших скульптурах, тоді як в імперський період воно також з'являлося в металевих посудинах. Найпоширенішим мотивом є бик, тварина, що символізує бога бурі.

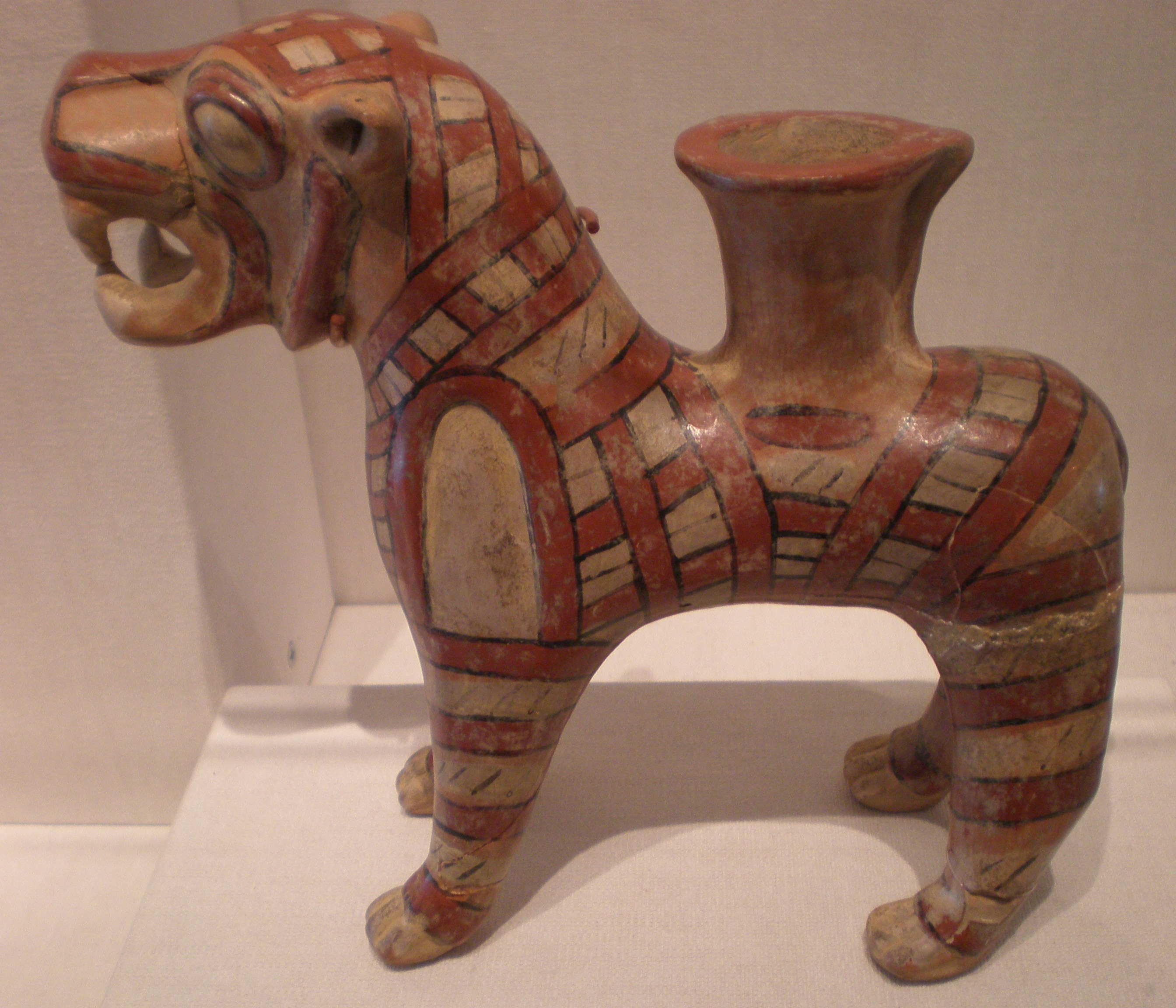
Ритон, що зображує лева. Давньохетська держава

Пластична якість хетських художніх досягнень також проявляється в розписних рельєфах теракотових ваз з Інандіка та Бітіка, що датуються близько 1600 роком до н.е., які зображують профільні фігури в кількох регістрах. Перша, найкраще збережена, зображує близько п'ятдесяти музикантів та акробатів, реальних та міфічних тварин, а також сцени полювання з колісницею.
Ще одним улюбленим матеріалом для скульпторів у Хеттському царстві був метал: понад усе золото, срібло, бронза та мідь. Відомі лише статуетки, які є прикладами круглої хеттської скульптури. Прикладами є тонко виконана золота статуетка зображує богиню, що сидить на троні, з дитиною на колінах; срібний посуд для випивання у формі кулака, зап'ястя якого прикрашене фризом, що зображує культову сцену; церемоніальна головка сокири з Шаркішли, прикрашену кількома божествами, тваринами; статуетка з гірського кришталю, що зображує чоловічу фігуру в молитовній позі; статуетка зі слонової кістки з Хаттуси, що зображує гірського бога.

### Архітектура
Палаци царів будувалися на зразок ассирійських і прикрашалися барельєфами, що представляють сцени з полювань царя, бенкету тощо.

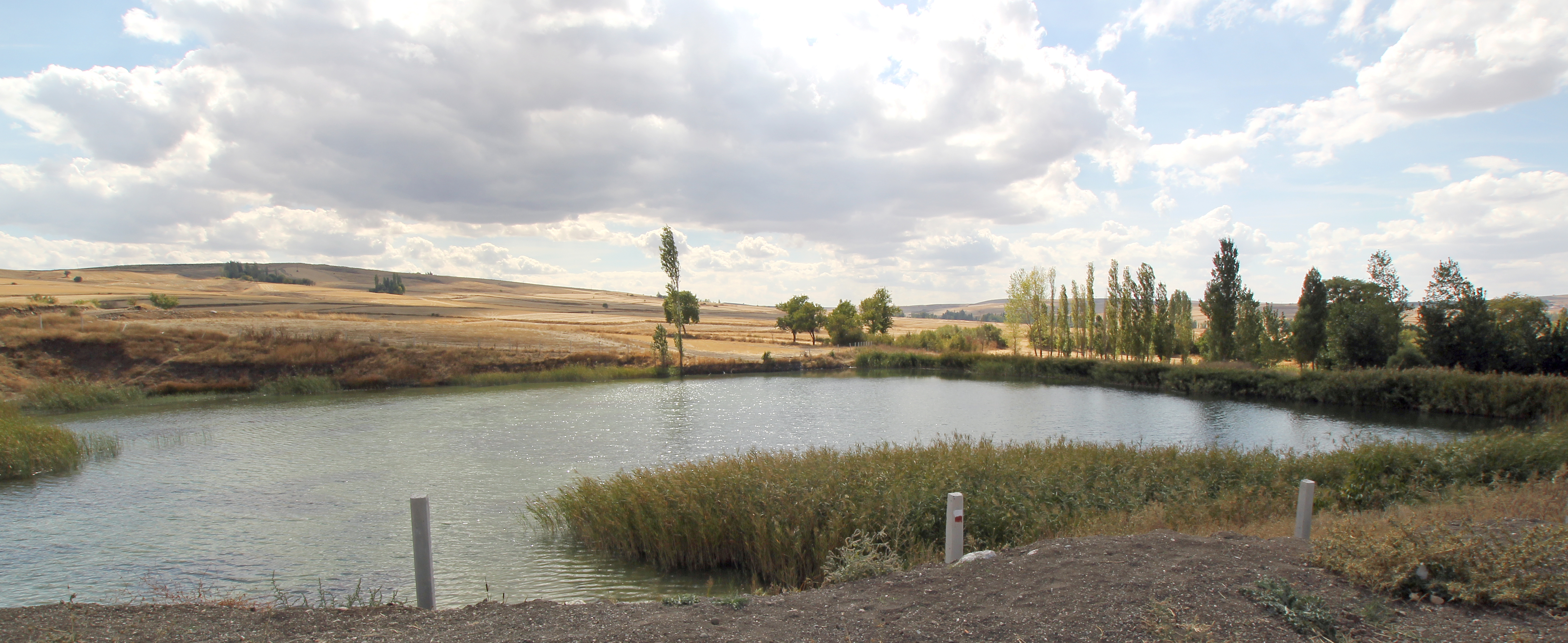
Водосховище гельпінарської греблі

Хети досягли майстерності у споруджені гребель. Загалом було побудовано десять гребель у відповідь на посуху 1240 року до н.е. Найвідомішою є Гельпінарська гребля. Водосховище живиться кількома джерелами, розташованими всередині нього. Гребля має 130 м завдовжки та 15 м завширшки і виготовлена з андезитових порід, запечатаних глиною. Табличка з лувійськими ієрогліфами з відстійника повідомляє, що цар Тудхалія IV збудував греблю на честь богині Хебат. Її було відкрито в 1935 році та розкопано в 2002 році під час розкопок в Аладжа-Хююку. Турецьке управління водних ресурсів (DSİ) очистило водосховище у співпраці з археологами, і в 2007 році гребля знову почала функціонувати і могла використовуватися для зрошення 20 га.
Інші греблі  розташовано у Богета (Ешмекая) в Аксараї та Орукая в провінції Чорум. Вони також зроблені з каменю, скріпленого глиною. Гребля Орукая має 40 м завдовжки, 16 м заввишки та 5 м завширшки, мала шлюз із дерев'яними воротами.

### Гліптика
Хетські майстри відзначилися у виробництві печаток, що могли бути виготовлені з чого завгодно, від обпаленої глини до золота. Окрім збережених предметів, деякі знання про ці печатки також походять від відбитків, які вони залишали на кераміці. Печатки переважно круглої форми, хоча овальні та квадратні існують на початку II тис. до н.е. У цей час вони часто прикрашаються по краях спіралями або переплетенням, що оточує головну сцену, часто зображуючи тварин або богів. 

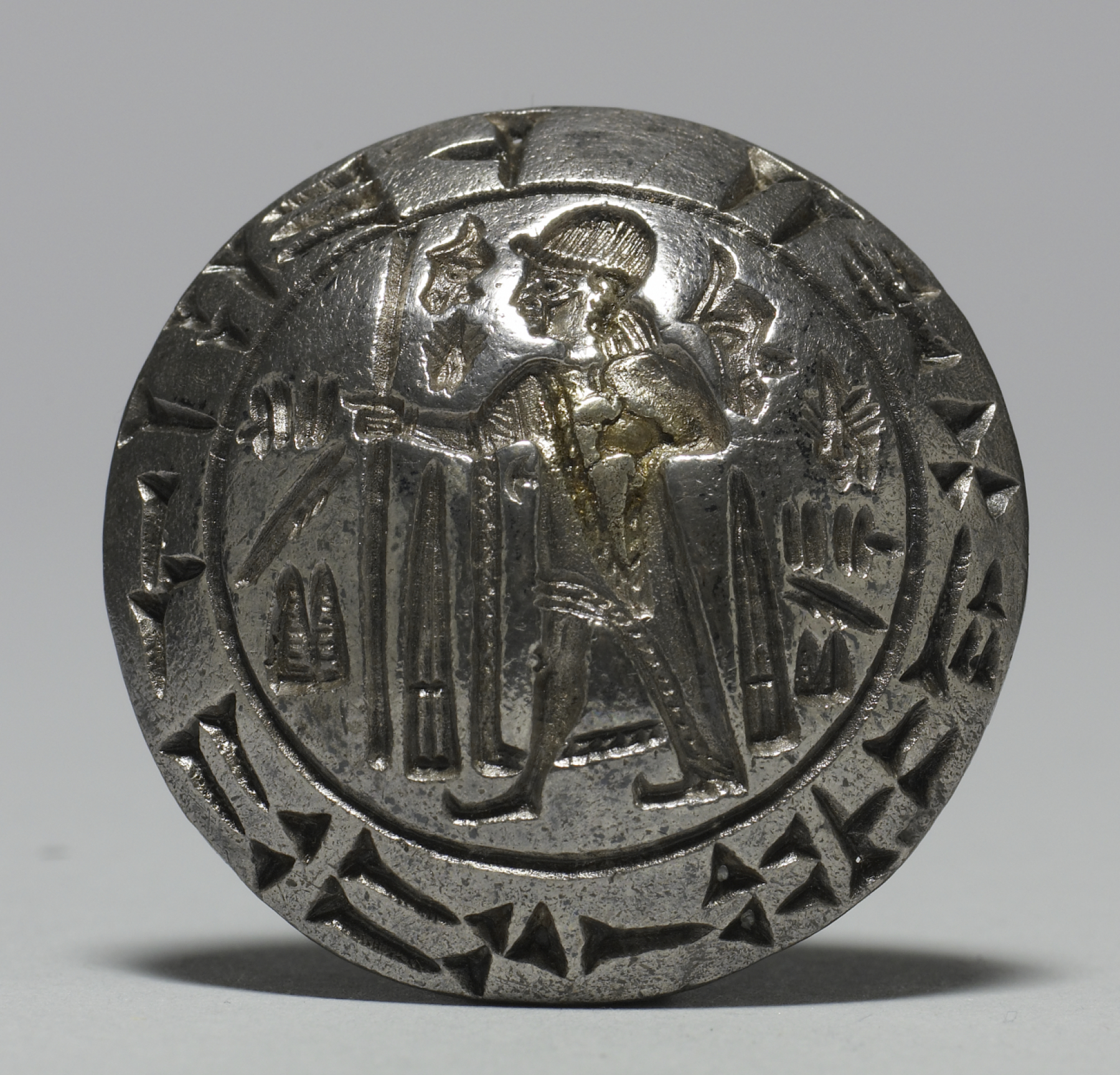
Срібна печатка, викарбувана двома шрифтами (клинописом та ієрогліфами) Таркаснави, царя Міри

Характерна модель новохетського періоду має на кінцях два концентричні кола з легендою клинописними знаками, що вказують на особу власника печатки. Центральна сцена має ще одну легенду хетськими ієрогліфами, яка також є зображенням і оспівує царя такими знаками, як «життя» чи «сонце», або його ім'ям. Також є зображення персонажів (царя чи богів), символів (крилатий сонячний диск, тварини) або іноді однієї центральної розетки. Майстри використовували ці різні елементи для створення симетричних композицій, зокрема на царських печатках, де два однакові знаки, що позначають «Великого Царя», обрамляють ім'я царя під крилатим сонячним диском